# U-454
Unterseeboot 454 foi um submarino alemão do Tipo VIIC, pertencente a Kriegsmarine que atuou durante a Segunda Guerra Mundial.

## Comandantes
| Comandante                  | Data                                      |
| --------------------------- | ----------------------------------------- |
| Kptlt. Burckhard Hackländer | 24 de julho de 1941 - 1 de agosto de 1943 |

## Subordinação
Durante o seu tempo de serviço, esteve subordinado às seguintes flotilhas:
| Período                                     | Flotilha                                  |
| ------------------------------------------- | ----------------------------------------- |
| 24 de julho de 1941 - 31 de outubro de 1941 | 5. Unterseebootsflottille (treinamento)   |
| 1 de novembro de 1941 - 1 de agosto de 1943 | 7. Unterseebootsflottille (serviço ativo) |

## Operações conjuntas de ataque
O U-454 participou das seguinte operações de ataque combinado durante a sua carreira:
- Rudeltaktik Ulan (25 de dezembro de 1941 - 18 de janeiro de 1942)
- Rudeltaktik Aufnahme (7 de março de 1942 - 10 de março de 1942)
- Rudeltaktik Umhang (10 de março de 1942 - 15 de março de 1942)
- Rudeltaktik Eiswolf (28 de março de 1942 - 31 de março de 1942)
- Rudeltaktik Robbenschlag (8 de abril de 1942 - 14 de abril de 1942)
- Rudeltaktik Blutrausch (15 de abril de 1942 - 19 de abril de 1942)
- Rudeltaktik Wolf (13 de julho de 1942 - 30 de julho de 1942)
- Rudeltaktik Pirat (30 de julho de 1942 - 3 de agosto de 1942)
- Rudeltaktik Steinbrinck (3 de agosto de 1942 - 11 de agosto de 1942)
- Rudeltaktik Panther (6 de outubro de 1942 - 20 de outubro de 1942)
- Rudeltaktik Veilchen (20 de outubro de 1942 - 7 de novembro de 1942)
- Rudeltaktik Kreuzotter (9 de novembro de 1942 - 18 de novembro de 1942)
- Rudeltaktik Landsknecht (20 de janeiro de 1943 - 28 de janeiro de 1943)
- Rudeltaktik Pfeil (1 de fevereiro de 1943 - 9 de fevereiro de 1943)
- Rudeltaktik Ritter (16 de fevereiro de 1943 - 23 de fevereiro de 1943)
- Rudeltaktik Amsel (26 de abril de 1943 - 3 de maio de 1943)
- Rudeltaktik Amsel 4 (3 de maio de 1943 - 6 de maio de 1943)
- Rudeltaktik Rhein (7 de maio de 1943 - 10 de maio de 1943)
- Rudeltaktik Elbe 2 (10 de maio de 1943 - 14 de maio de 1943)